# Hadula sabulorum
Hadula sabulorum là một loài bướm đêm trong họ Noctuidae.